# 오오쿠~탄생 아리고토·이에미쓰 편
《오오쿠~탄생 [아리고토·이에미쓰 편]》(일본어: 大奥〜誕生［有功・家光篇］)은 2012년 10월 12일부터 12월 14일까지 TBS 계열의 금요 드라마 시간대(매주 금요일 20:00 ~ 22:54 〈JST〉)에서 방송된 일본의 연속 TV 시대극이다.

## 등장인물

### 주요 인물
마데노코지 아리코토 - 사카이 마사토
토쿠가와 이에미츠 - 타베 미카코 (유소기:이하라 료카)
교쿠에이/오타마/케이쇼인 - 타나카 코키 (당시 KAT-TUN/유소기:타나카 요타)

## 스태프
- 원작 - 요시나가 후미 《오오쿠》
- 각본 - 카미야마 유미코
- 음악 - 무라마츠 타카츠구
- 감독 - 카네코 후미노리, 와타세 아키히코, 후지에 요시마사
- 음악 프로듀스 - 시다 히로히데
- 편집 - 마츠오 시게키
- 프로듀서 - 이소야마 아키/아라키 미야코 (아스믹 에이스 엔터테인먼트)
- 제작 협력·시리즈 설계 - 아스믹 에이스
- 제작·저작 - TBS

## 주제가
- MISIA 〈DEEPNESS〉 (아리오라 재팬)

## 방송 일자
| 각 화                                                      | 방송일           | 부제                                                 | 연출            | 시청률 |
| ---------------------------------------------------------- | ---------------- | ---------------------------------------------------- | --------------- | ------ |
| 제1화                                                      | 2012년 10월 12일 | 장군은 소녀!? 모든 남녀 역전은 여기서부터 시작되었다 | 카네코 후미노리 | 11.6%  |
| 제2화                                                      | 2012년 10월 19일 | 여기는 질투가 소용돌이치는 남자의 구역               | 카네코 후미노리 | 10.6%  |
| 제3화                                                      | 2012년 10월 26일 | 당신만을 구하기 위해서 나는 태어났다…                | 카네코 후미노리 | 7.9%   |
| 제4화                                                      | 2012년 11월 2일  | 여물지 않는 과실, 소리없이 다가오는 독사             | 와타세 아키히코 | 7.6%   |
| 제5화                                                      | 2012년 11월 9일  | 사랑하는 여자가 다른 남자에게 안기는 밤              | 와타세 아키히코 | 8.9%   |
| 제6화                                                      | 2012년 11월 16일 | 당신은 어머니가 되어, 강해지고 아름다워졌다          | 후지에 요시마사 | 9.0%   |
| 제7화                                                      | 2012년 11월 23일 | 나의 분신 나의 헌신                                  | 카네코 후미노리 | 7.1%   |
| 제8화                                                      | 2012년 11월 30일 | 카스가노츠보네 죽다, 첫 여장군 탄생                  | 와타세 아키히코 | 7.0%   |
| 제9화                                                      | 2012년 12월 7일  | 당신의 몸도 마음도 나의 것으로                       | 와타세 아키히코 | 7.0%   |
| 최종화                                                     | 2012년 12월 14일 | 당신을 위해서만 산다                                 | 카네코 후미노리 | 8.3%   |
| 평균 시청률 8.6% (시청률은 칸토 지구·비디오 리서치사 조사) |                  |                                                      |                 |        |

## 관련 상품
Blu-ray·DVD-BOX
발매원: TBS, 판매원: 아스믹 에이스, 모두 2013년 4월 24일 발매
Blu-ray·DVD-BOX·함께 6매 세트(본편 디스크 5매＋특전 디스크 1매), 수록 분수 465분, 리전 넘버/2(NTSC·일본 시장용)
같은 날에 렌탈도 개시된다.
오오쿠~탄생［아리고토·이에미츠 편］ 오리지널 사운드트랙
발매원: Anchor Records, 2012년 12월 19일 발매